# Ramstallspitze
Il   Ramstallspitze   (anche Ramstallkopf, Ramstallspitz o Karjochspitze) è una montagna alta 2.533 m sopra il livello del mare, sita nelle Alpi dell'Algovia, nella Catena montuosa dell'Hornbach, nello stato federale austriaco del Tirolo, in Austria. Si trova nel comune di Elbigenalp ed ha come cima subordinata l'Ochsenkopf alto 2.405 metri nella cresta orientale.

## Accesso
Il Ramstallkopf può essere scalato dal villaggio di Bach attraverso il monte Karjoch e proseguendo sulla cresta meridionale con una difficoltà alpina di UIAA I.  Un'ascesa alternativa conduce dalla Krottenkopfscharte con difficoltà alpina UIAA II attraverso la cresta settentrionale fino alla vetta. Le vette vicine sono il Großer Krottenkopf a nord, di fronte alla Krottenkopfscharte, e lo Strahlkopf a sud, di fronte al Karjoch.